# Дом Перушиной-Гавиха
Дом Перушиной-Гавиха — сдвоенное трёхэтажное здание, расположенное на Петровской улице в городе Таганроге Ростовской области, состоящее первоначально отдельно стоящих строений.  Объект культурного наследия регионального значения. Приказ № 124 от 31.12.02 года.
Адрес:  г. Таганрог, улица Петровская д. 79, 81.

## История
Нетипичный для Таганрога дом или комплекс из двух ранее отдельно стоящих зданий на Петровской улице, 79 и 81 был построен в 70-е годы XIX века.
Левое двухэтажное здание было построено по проекту 1871 года на средства вдовы купца 2-й гильдии Матрены Никитичны Баташевой. После смерти мужа в середине 30-х годов купчиха продолжила коммерческое дело мужа — торговала сахарным товаром, воспитывала сына и дочь, поддерживала знакомства с зажиточными людьми города. Построенный ею двухэтажный каменный дом имел изящную архитектуру. Второй этаж дома имел семь окон, в его левой части была парадная дверь. С двух сторон здания для проезда во двор были сделаны арки.
По окончании строительства в доме Перушкиной была устроена гостиница с названием «Донская», в полуподвале здания размещались книжный магазин и библиотека Линицкого. Жена Линицкого — сестра протоирея Федора Покровского, давшего писателю Антону Чехову прозвище Чехонте.
Правую часть комплекса, бывший дом Гавиха, в настоящее время занимают научно-исследовательские подразделения ТТИ ЮФУ. А в конце XIX века здесь была гостиница «Франция». Нижняя часть здания рустована, над парадным входом сделан длинный балкон. В этой гостинице в 1894 и 1898 годах останавливался по приезде в Таганрог А. П. Чехов.
Гостиницы в этих двух домах были закрыты за вольные нравы, царившие в их стенах. В начале XX века под присмотром купца I-й гильдии Отто Оттовича Гавиха (1853-1911) на месте гостиницы «Франция» была открыта комфортабельная гостиница "Европейская».  2 апреля 1911 года в ней покончил с жизнью хозяин гостиницы.
В годы Первой мировой войны гостиница была переоборудована для лазарета, а позднее — под школу прапорщиков.
Перед октябрьской революцией в доме Гавиха арендовал квартиру учитель истории и географии надворный советник Дмитрий Павлович Дробязго, размещалось Общество педагогов города и таганрогского округа, работал совет Евангелическо-Лютеранского Общества, работала пошивочная мастерская Е. А. Агали. В гражданскую войну здесь был штаб белогвардейцев, во дворе которого были расстреляны 12 рабочих Русско-Балтийского завода. Потом гостиницу занял ревком, а с занятием города немцами в 1918 году здесь размещалась немецкая комендатура. После ухода немцев в здании располагался штаб Добровольческой армии А. И. Деникина, по окончании Гражданской войны, в 1920 году – детский дом железнодорожников. С 1928 по 1941 год в доме работал отдел НКВД.
После Великой Отечественной войны дома Гафиха и Перушкиной были перестроены и объединены в одно здание. После войны в здании размещалось морское авиационное училище (МАУ). В дальнейшем на объединенном здании был надстроен третий этаж.
В настоящее время левую часть здания занимают организации «Ростовгражданпроект» и «Центр стандартизации и метрологии», в правой части находится кафедра микропроцессорных систем радиотехнического университета имени Калмыкова. В подвальном помещении работает арт-кафе «Русский чай».
На стене здания установлена мемориальная с надписью: «В этом здании с 1928 по 1941 г.г. располагался отдел НКВД, в застенках которого томились необоснованно репрессированные люди».
Здание относится к объектам культурного наследия регионального значения (Приказ № 124 от 31.12.02 года).